# 987년

## 연호
- 북송(北宋) 옹희(雍熙) 4년
- 요(遼) 통화(統和) 5년
- 일본(日本) 간나(寛和) 3년 / 에이엔(永延) 원년
- 전 레 왕조(前黎朝) 티엔푹(天福) 8년

## 기년
- 북송(北宋) 태종(太宗) 12년
- 요(遼) 성종(聖宗) 6년
- 고려(高麗) 성종(成宗) 6년
- 전 레 왕조(前黎朝) 대행제(大行帝) 8년

## 사건
- 987년 고려의 성종(成宗, 재위 981~997)이 신라 수도였던 경주(慶州)를 동경으로 승격시켰다. 고려 초 태조(太祖, 재위 918∼943)는 고구려의 수도였던 평양(平壤)에 서경을 설치하여 개경과 함께 양경 체제였는데, 987년 경주가 동경으로 승격되면서 3경 체제가 되었다.
- 987년 프랑스의 영주들이 위그 카페(Hugues Capet)를 프랑스의 국왕으로 선출했다.

## 탄생
- 유영 - 북송의 시인

## 사망
- 5월 27일 - 프랑스 국왕 루이 5세
- 고려(高麗)의 문신 최지몽(崔知夢)